# Безводне (Зельвенський район)
Безво́дне (біл. вёска Бязводна, рос. деревня Безводно, пол. wieś Bezwodna) — село в Білорусі, розташоване у південній частині Гродненської області, Зельвенському районі, Доброселецькій сільській раді.

## Видатні люди
У Безводному у 1900 році народився Рафал Лемкін.